# Etiopiska regionen

Den etiopiska regionen

Etiopiska regionen (även kallad den afrotropiska regionen) är en av åtta djurgeografiska regioner och omfattar Afrika söder om Sahara och delar av södra arabiska halvön. Den har en yta på 22,1 miljoner km².